# Georg Dahl (professor)
Georg Dahl, född den 23 november 1905 i Sunnemo, Värmland, död 16 augusti 1979 i Kristinehamn, var en svensk författare och professor i iktyologi vid universitetet i Bogotá, Colombia.

## Biografi
Dahl föddes som son till jägmästaren Wilhelm Dahl och Emmy Carlsson.
Under åren 1936–1939 och 1946–1959 företog Dahl flera forskningsresor i Sydamerika och år 1958 blev han professor vid universitetet i Bogotá och år 1961 chef för fiskeridepartementet i Cartagena (Departamento de Investigaciones Ictiologicas y Faunisticas). Han blev ledamot av American Associaton for the Advancement of Science år 1956, New York Academy of Sciences år 1957 och Society of Systematic Zoology år 1958.
Dahl gifte sig år 1936 med Marta Althén, dotter till hemmansägare Johan Althén och Maria Larsson. Han var bror till Erik Dahl. Dahl ligger begravd på kyrkogården i Kristinehamn.